# Philautus abditus
Philautus abditus är en groddjursart som beskrevs av Inger, Orlov och Ilya Sergeevich Darevsky 1999. Philautus abditus ingår i släktet Philautus och familjen trädgrodor. IUCN kategoriserar arten globalt som otillräckligt studerad. Inga underarter finns listade i Catalogue of Life.